# A West Side Fabrication
A West Side Fabrication (AWSF eller "Westside" i folkmun) är ett svenskt independentskivbolag från Skellefteå. Skivbolaget startades 1987 av Jörgen Dahlqvist och Joakim Wallström sedan rockbandet Wallström spelade i, West European Politics, varit med i Rock-SM och skulle spela in en låt på skiva.
År 1993 tilldelades AWSF genom Joakim Wallström en Grammis (Juryns specialpris) "för att han med sitt Skellefteåbaserade skivbolag - A West Side Fabrication - kraftigt vidgat den svenska rockkartan."
A West Side Fabrication inriktade sig tidigt på gitarrbaserad indiemusik från Norrland. Skivor och kassetter med This Perfect Day, The Wannadies och Genre Hippy (senare Popsicle) var bland skivbolagets tidigaste produktioner. Popgruppen The Bear Quartet har släppt alla sina tretton album på A West Side Fabrication. De flesta av Westside-banden har någon gång spelat på Trästockfestivalen. Den brittiske radio-gurun John Peel var en stor beundrare av A West Side Fabrication.

## Underetiketter
- Buffel
- Jazz Beat
- Speech

## Tidigare band och artister
Ett kort urval av de 50-tal artister som AWSF gett ut:
- A Shrine
- Backfish
- Blissful
- Blithe
- Brick
- Fireside
- Hardy Nilsson
- Heikki
- Mufflon 5
- Popsicle
- Puffin
- Sahara Hotnights
- Stardog
- Stickboy
- This Perfect Day
- Tommy 16
- Wade
- Waterbug
- The Wannadies